# Новое Рощино (Ивановская область)
Новое Рощино — деревня в Кинешемском районе Ивановской области. Входит в Наволокское городское поселение. Пригород города Кинешма

## География
Деревня расположена в северо-восточной части Ивановской области, в зоне хвойно-широколиственных лесов, в пределах северо-восточной части Среднерусской возвышенности, на расстоянии примерно 1 км (по прямой) к западу от города Кинешма, административного центра района.  

### Климат
Климат характеризуется как умеренно континентальный, с холодной многоснежной зимой и умеренно жарким влажным летом. Среднегодовая температура воздуха — 3,1 °C. Средняя температура воздуха самого холодного месяца (января) — −11,7 °C (абсолютный минимум — −45 °C), средняя температура самого тёплого (июля) — 18,2 °С (абсолютный максимум — 38 °C). Период с температурой воздуха выше 10 °C длится около 122 дней. Годовое количество атмосферных осадков — 595 мм, из которых 402 мм выпадает в период с апреля по октябрь.

## История
В 1981 году Указом Президиума Верховного Совета РСФСР посёлок кирпичного завода переименован в Новое Рощино.

## Население
| 2010 |
| ---- |
| 80   |

## Инфраструктура
Личное подсобное хозяйство с зоной сельскохозяйственного использования, индивидуальная застройка усадебного типа.

## Транспорт
Автобусное сообщение с Кинешмой. Остановка общественного транспорта «Новое Рощино». 